# 隣のリッチマン
『隣のリッチマン』（となりのリッチマン、原題: Envy）は、2004年のアメリカ映画。
日本では劇場未公開だが、DVDが2005年4月20日に発売された。

## ストーリー
ティムとニックは大親友。家も近所で、職場も同じという二人は、家族ぐるみの付き合いをしていた。だが、そんなある日、ニックがペットの糞を消してしまうという、魔法の様なスプレーを開発する。スプレーは瞬く間に世界中で大ヒットし、彼は一躍大富豪の仲間入りを果たす。一方、彼への投資を断っていたティムは、激しい後悔の念により自暴自棄へと陥り、ついにはこれが原因で妻と職を失ってしまう。ますますニックへの嫉妬を膨らますティム。次第に彼は歪んでしまい、ニックの家庭を崩壊させようと企む。

## キャスト
※括弧内は日本語吹き替え
- ティム・ディングマン - ベン・スティラー（大塚芳忠）
- ニック・ヴァンダーパーク - ジャック・ブラック（塩屋浩三）
- デビー・ディングマン - レイチェル・ワイズ（日野由利加）
- ナタリー・ヴァンダーパーク - エイミー・ポーラー（渡辺美佐）
- Jマン - クリストファー・ウォーケン（有本欽隆）
- マイケル・ディングマン - サム・ラーナー（亀井芳子）
- ボスコ - トム・マクレイスター（木村雅史）
- ピート - オフェル・サムラ（青山穣）